# Robert Kelly
Robert Kelly, all'anagrafe Robert Edward Kelly, è un personaggio dei fumetti, creato da Chris Claremont (testi) e John Byrne (testi e disegni), pubblicata dalla Marvel Comics. La sua prima apparizione è in The X-Men (vol. 1) n. 133 (maggio 1980).
È un senatore degli Stati Uniti d'America, caratterizzato da una fortissima avversione per i mutanti, che sconfina nell'odio razziale.

## Biografia del personaggio
Il senatore Robert Kelly è stato visto per la prima volta in un incontro sociale ospitato dal Club Hellfire, dove un'illusione proiettata dal malvagio mutante Mastermind gli ha fatto credere di aver visto sparare a casaccio tra gli X-Men Ciclope. Era il principale sostenitore del Mutant Control Act e del Progetto: Wideawake, un programma governativo volto alla creazione di robot Sentinel aggiornati che avrebbero aiutato a rintracciare e, se necessario, a detenere o uccidere i mutanti violenti.
Ha avuto un ruolo centrale nella trama dei Days of Future Past che si è svolta in Uncanny X-Men n. 141-142 (gennaio-febbraio 1981). L'intera trama ruotava intorno agli X-Men fermando Mystica e la sua Fratellanza dei Mutanti dall'assassinare il senatore Kelly e inavvertitamente causando un futuro distopico in cui mutanti e altri eroi venivano cacciati dalle Sentinelle e quasi completamente eliminati.
Quando apparve in Uncanny X-Men # 246 (luglio 1989), era sposato con Sharon, un'ex cameriera che lavorava nel Club Hellfire. Kelly, in un incontro con Sebastian Shaw, fu scioccato quando sua moglie entrò indossando la sua vecchia veste da cameriera per divertirsi un po' '. Era sinceramente dispiaciuta, dicendo che non avrebbe fatto una cosa del genere se non fosse stato solo lui e Shaw. Sharon è stato ucciso il prossimo numero, in Uncanny X-Men # 247 (agosto 1989), sparato dal robot da caccia mutante conosciuto come Master Mold durante una battaglia tra Master Mold e Rogue. Ciò incitò ulteriormente la posizione di Robert contro il genere mutante.
Kelly rimase un attivo attivista anti-mutante nei fumetti negli anni '90, ma lentamente divenne più aperto e tollerante nei confronti della popolazione mutante, promettendo agli X-Men che avrebbe lavorato per i diritti dei mutanti nei primi anni 2000. Dopo che la sua vita fu salvata dal pirata mutante in un attacco (questo fu quando Pyro fu infettato dal Legacy Virus) dal suo vecchio compagno di squadra Post, Kelly promise di riconsiderare la sua posizione sui mutanti e di lavorare per migliorare le relazioni umane / mutanti. Nonostante sia stato sorvegliato dall'X-Man Cable, non è stato assassinato da molto tempo in una manifestazione del college (dove stava parlando in quel momento) dall'attivista anti-mutante Alan Lewis che sentiva che il senatore Kelly aveva tradito la loro causa anti-mutante. Morì tra le braccia di Cable dopo che Cable era stato troppo occupato ad aiutare Jean Gray a salvare Charles Xavier sull'aereo astrale per rendersi conto del pericolo per Kelly prima che fosse troppo tardi. Con i suoi respiri morenti ha pregato Nathan di non rinunciare al suo sogno. La sua incapacità di proteggere il senatore riformato Kelly, insieme alla sua devastante perdita di Moira MacTaggert che fu assassinata da Mystique, portò Cable a lasciare gli X-Men poco dopo. Una prigione per criminali mutanti chiamata Box era anche nota come Robert Kelly Correction Facility dove veniva chiamato in onore di lui.

## Altre versioni

### Age of Apocalypse
Nell'età dell'Apocalisse, Robert Kelly fu un attivista per la pace mutante-umana che alla fine Kelly elesse presidente degli Stati Uniti. Chiamò Magneto come direttore degli affari mutanti e arruolò l'aiuto degli X-Men nella ricostruzione del paese distrutto.

### X-Men: Noir
Nella realtà X-Men Noir, Robert Kelly era un senatore repubblicano di New York che difendeva con decisione la controversa prigione extraterritoriale degli Stati Uniti Genosha Bay. Kelly credeva attraverso l'eugenetica che è necessario per contenere i criminali che sono più eccezionalmente pericolosi e "infettano" il pubblico con le loro vie criminali. Tuttavia, in realtà il vero scopo di Kelly di mantenere la baia di Genosha era perché era il terreno di prova per reclutare una nuova generazione di soldati ideali e agenti del governo.

### Secret Wars
Nel pianeta Battleworld creato dal dottor Destino dai resti dei punti di incursione tra i mondi collassanti, una versione di Robert Kelly esisteva come il barone nominato del dominio noto come Westchester. Robert Kelly sopravvisse a un tentativo di omicidio del Re delle Ombre che possedeva Cassandra Nova (rivelato come un clone di Charles Xavier, creato da Apocalypse) e nonostante fosse un semplice "umano" e rimanendo pubblicamente favorevole agli X-Men, il Barone Kelly era segretamente uno dei Cavalieri dell'Apocalisse insieme a Bastione, Mistica ed Esodo. È stato visto per l'ultima volta con Apocalypse per pianificare il futuro per Westchester.

## Altri media

### Cinema
Robert Kelly compare sia in X-Men sia in X-Men 2 (in cui in realtà è impersonato da Mystica). Uomo di successo e molto rispettato da gran parte dei suoi colleghi, famoso soprattutto per la sua avversione verso i mutanti, che considera un potenziale pericolo per la nazione e il mondo intero.

### Televisione
Robert Kelly compare nelle serie animate Insuperabili X-Men, X-Men: Evolution, Wolverine e gli X-Men e X-Men '97.